# Минутко, Игорь Александрович
И́горь Алекса́ндрович Мину́тко (5 декабря 1931, Москва, СССР — 28 мая 2017, там же) — русский писатель, сценарист и переводчик.

## Биография
Родился 5 декабря 1931 года в Москве в семье театрального режиссёра и школьной учительницы русского языка. Из-за профессии отца семья часто переезжала.
В 1939 году семья переехала на постоянное жительство в Тулу. Окончил исторический факультет Тульского педагогического института. Затем несколько лет работает в школе в городе Липки Тульской области учителем истории в старших классах.
В 1953 году в Тульской областной газете «Молодой коммунар» появился первый рассказ, а в седьмом-восьмом номерах альманаха «Литературная Тула» — новелла «Мой верный друг Дозор». 24 августа 1954 года критик Константин Лапин в «Литературной газете» обратил внимание на достоинства произведения.
В 1955 году выходит его первая книжка рассказов — «Девочка из нашего класса», которая за пять лет выдержала три издания.
Поступил на заочное отделение в Литературный институт имени Горького, которое окончил в 1963 году (семинар Льва Кассиля) и поступает на Высшие сценарные курсы при Союзе кинематографистов в мастерскую Г. Чухрая. Устраивается на работу в газету «Шахтёрская правда» — орган предприятий Подмосковного угольного бассейна, откуда его приглашают в «Молодой коммунар» — орган Тульского обкома ВЛКСМ.
Творческое признание пришло в 1962 году, после выхода в свет его книги «Мне восемнадцать лет». В 1963 году, в Москве, в «Детгизе» выходит вторая книга — «Мишка-печатник». В 1963 году становится членом Союза писателей.
Скончался 28 мая 2017 года в Москве, в клинической больнице № 51 Москвы.

## Творчество
Писал как для детей, так и для взрослых. Творческим дебютом писателя стала повесть «Мне восемнадцать лет», повествующая о проблемах становления личности, самореализации и творческих исканий в условиях развенчивания культа личности Сталина. В то время это была очень насущная тема, и произведение получило признание многих читателей.
К творчеству раннего периода можно отнести: «Костры на площадях», вышедшая в 1965 году, «Очень длинный день» (1969), «Вечером, ночью, утром» (1972), «Давно, когда была юность» (1973), «Весенние деревья» (1977).
В 1980-х годах Игорем Минутко были написаны следующие книги: «Три жизни» (1986), «Шесть дней и девять месяцев» (1988), «Длинная-предлинная дорога» (1989).
Позже стал писать исторические произведения. Одними из последних романов были: «В июне тридцать седьмого» (1997), описывающий жизнь и судьбу революционера Г. Каминского, «Бездна» (2002) повествующий о жизни и деятельности Юрия Андропова, «Искушение учителя. Версия жизни и смерти Николая Рериха» (2002).

## Сочинения

### Книги
- Минутко И. А. Девочка из нашего класса: Рассказы : Для младш. и сред. школьного возраста / Рис. А. Давыдовой. — 2-е изд., испр.. — Тула: Кн. изд-во, 1956. — 52 с.
- Минутко И. А. Жизнь и приключения Кубышки: Рассказы: Для младш. и сред. школьного возраста / Ил.: И. П. Бронников и Н. А. Ермолаев. — Тула: Кн. изд-во, 1958. — 96 с.
- Романчев В., Парыгина Н., Минутко И. А. Техника пришла в колхозы. — Тула: Кн. изд-во, 1958. — 35 с.
- Минутко И. А. Когда приходит любовь: Рассказы. — Тула: Кн. изд-во, 1960. — 208 с.
- Минутко И. А. Человек у огня: День комсомольца Николая Ненахова [мастера плавильного участка литейного цеха Тул. комбайнового завода. — Тула: Кн. изд-во, 1960. — 16 с. — (В первых рядах борцов за досрочное выполнение семилетки).
- Минутко И. А. Коммунист: Председатель колхоза «Гигант» Ефремовского района И. М. Гущин: Очерк. — Тула: Кн. изд-во, 1962. — 31 с. — (О людях хороших).
- Минутко И. А. Мне восемнадцать лет: Повесть. — Тула: Кн. изд-во, 1962. — 263 с.
- Минутко И. А. Мишка-печатник: Повесть : Для младш. школьного возраста / Ил.: А. Иткин. — М.: Детгиз, 1963. — 127 с.
- Минутко И. А. Дорога через весну: Рассказы и очерки. — Тула: Приок. кн. изд-во, 1964. — 231 с.
- Литвиненко С. Н., Минутко И. А. Завещаю непримиримость: (Свидетельство человека, пережившего свою смерть) / Лит. запись И. Минутко. — Тула: Приок. кн. изд-во, 1965. — 48 с.
- Минутко И. А. Костры на площадях: Повесть: Для детей. — М.: Советская Россия, 1969. — 216 с. — 100 000 экз.
- Минутко И. А. Очень длинный день: Повести и рассказы. — Тула: Приок. кн. изд-во, 1969. — 316 с.
- Минутко И. А. Лето в Жемчужине: Повесть / Ил.: В. С. Матвеев. — Тула: Приок. кн. изд-во, 1971. — 191 с.
- Минутко И. А. Вечером, ночью и утром: Рассказы / Ил.: А. А. Беслик. — М.: Советский писатель, 1972. — 128 с. — (Романы, повести, рассказы Советской России).
- Минутко И. А. Давно, когда была юность; Двенадцатый двор: Повесть. «Я – сеятель»: [Очерк] / Ил.: А. Цветков. — М.: Молодая гвардия, 1973. — 352 с.
- Минутко И. А. Весенние деревья / Худож. В. С. Алёшин. — М.: Советский писатель, 1977. — 415 с. — 50 000 экз.
- Минутко И. А. Что там, за поворотом?. — М.: Детская литература, 1978. — 222 с. — 75 000 экз.
- Минутко И. А. Старый клён в московском дворе : Пьеса в 2-х д. / Отв. ред. И. Шагин. — М.: ВААП-Информ, 1981. — 87 с.
- Минутко И. А. Характеристика. — М.: Молодая гвардия, 1982. — 416 с. — 100 000 экз.
- Минутко И. А. Восхождение: Повесть о Розе Люксембург. — М.: Политиздат, 1983. — 426 с. — (Пламенные революционеры). — 300 000 экз.
- Минутко И. А. Три жизни: Н. И. Кибальчич. — М.: Молодая гвардия, 1986. — 239 с. — (Пионер — значит первый). — 100 000 экз.
- Минутко И. А., Шарапов Э. П. «Рот фронт!»: Э. Тельман. — М.: Молодая гвардия, 1987. — 205 с. — (Пионер — значит первый). — 100 000 экз.
- Минутко И. А. Шесть дней и девять месяцев : Деревенские повести / Худож. А. Добрицын. — М.: Советский писатель, 1988. — 527 с. — ISBN 5-265-00487-4.
- Минутко И. А. Школа над Псковой. — М.: Политиздат, 1989. — 240 с. — 100 000 экз. — ISBN 5-250-00636-1.
- Минутко И. А. Длинная-предлинная дорога: Рассказы разных лет и маленькая повесть. — М.: Современник, 1989. — 224 с. — (Новинки «Современника»). — 50 000 экз. — ISBN 5-270-00407-9.
- Минутко И. А. В июне тридцать седьмого…: (Версия жизни и смерти Г. Каминского) : Заговор против Сталина : Ист.-публицист. роман. — М.: Армада, 1997. — (Россия. История в романах). — 12 000 экз. — ISBN 5-7632-0596-0.
- Минутко И. А. Андропов. Бездна (Миф о Юрии Андропове). — М.: Армада, 1997. — 492 с. — (Вожди в романах). — 30 000 экз. — ISBN 5-7632-0512-x.
- Минутко И. А. Бездна (Миф о Юрии Андропове). — М.: Армада, 1998. — 496 с. — (Политический бестселлер). — 6000 экз. — ISBN 5-7632-0704-1.
- Минутко И. А. Искупление. — М.: Армада-пресс, 1998. — 442 с. — (Оккультные войны XX века). — 30 000 экз. — ISBN 5-7632-0768-8.
- Минутко И. А. Заговор тайных вождей. — М.: Армада-пресс, 1998. — 412 с. — (Оккультные войны XX века). — 7000 экз. — ISBN 5-7632-0797-1.
- Минутко И. А. Пленник Чёрной силы. — М.: Астрель, Олимп, 2000. — 480 с. — (Оккультные войны XX века). — 10 000 экз. — ISBN ISBN 5-7390-0651-1, 5-271-00242-Х.
- Минутко И. А. Андропов. Бездна (Миф о Юрии Андропове). — М.: АСТ, Астрель, 2002. — (Вожди в романах). — 7000 экз. — ISBN 5-17-015238-8, ISBN 5-271-04624-9.
- Минутко И. А. Искушение учителя. Версия жизни и смерти Николая Рериха. — М.: АСТ, Астрель, Олимп, 2001. — 512 с. — (Оккультные войны XX века). — 5000 экз. — ISBN 5-17-005462-9, ISBN 5-7390-1000-4, ISBN 5-271-01535-1, ISBN 5-17-005469-9.
- Минутко И. А. Заговор тайных вождей. Феномен Елены Блаватской. — М.: Эксмо-Пресс, Яуза, 2002. — 384 с. — (Оккультные войны XX века). — 5100 экз. — ISBN 5-8153-0273-2.
- Минутко И. А. Трон Чингиз-хана. Загадка Георгия Гурджиева. — М.: Яуза, Эксмо-Пресс, 2002. — 480 с. — (Оккультные войны XX века). — 5000 экз. — ISBN 5-8153-0253-8.
- Минутко И. А. «Золотая братина». — М.: Эксмо, Яуза, 2002. — 608 с. — (Оккультные войны XX века). — 5000 экз. — ISBN 5-8153-0026-8.
- Минутко И. А. Маэстро, или Почти всё об Илье Резнике. — М.: Б-ка Ильи Резника, 2003. — 444 с. — ISBN 5-310-00032-1.
- Минутко И. А. Старая липа в московском дворе. — АСТ, Астрель, 2003. — 224 с. — (Любимые книги девочек). — 8000 экз.
- Минутко И. А. Юрий Андропов. Реальность и миф. — М.: АСТ-Пресс Книга, 2004. — 368 с. — (Историческое расследование). — 7000 экз. — ISBN 5-462-00242-4.
- Минутко И. А. Елена Блаватская. Великая провидица. — М.: АСТ-Пресс Книга, 2005. — 384 с. — (Историческое расследование). — 7000 экз. — ISBN 5-462-00435-4.
- Минутко И. А. Георгий Гурджиев. Русский лама. — М.: АСТ-Пресс Книга, 2005. — 416 с. — (Историческое расследование). — 5000 экз. — ISBN 5-462-00430-3.
- Минутко И. А. Николай Рерих. — М.: АСТ-Пресс Книга, 2005. — 448 с. — (Историческое расследование). — 5000 экз. — ISBN 5-462-00507-5.
- Минутко И. А. РУМ — психотронный меч. — М.: АСТ-Пресс Книга, 2007. — 416 с. — (Криминальный боевик). — 8000 экз. — ISBN 94776-479-2.
- Минутко И. А. Золотая братина. В замкнутом круге. — М.: Рипол Классик, 2009. — 592 с. — 5000 экз. — ISBN 978-5-386-00994-6.
- Минутко И. А. Провидец. Жизнь и смерть Александра Яковлева: историко-публицистический роман. — М.: Пик, Российская политическая энциклопедия, 2010. — 560 с. — 2000 экз. — ISBN 5-7358-0336-0.

### Сценарии
- Здравствуйте, доктор! (1974; В. Н. Левин)
- Артём (1978; В. А. Морозов, Н. Н. Кошелев)
- Что там, за поворотом? (1980; реж. М. В. Толмачёв)

### Переводы
- Давыдов М. Ш. Четыре тополя / пер. И. Минутко. — М.: Детская литература, 1973. — 95 с. — 75 000 экз.
- Славкович Д. Ф. «Я вернусь, мама!» // Красобор / Пер. Е. Панасенко, И. Минутко. — М.: «Юнацтва» (бел. «Юность»), 1988. — 384 с. — 75 000 экз. — ISBN 5-7880-0081-5.
- Порецки Э. Тайный агент Дзержинского / Лит. обраб. подстроч. пер. с англ. И. Минутко. — М.: Современник, 1996. — 415 с. — (Жестокий век: разведчики и шпионы). — ISBN 5-270-01919-1.

### Редакция
- Алексеева Н. В. Лаврентий Берия в моей жизни / Композиц. построение и лит. запись И. Минутко. — М.: Современник, 1996. — 367 с. — (Жестокий век. Любовь вождей).

### Радио
- 1978 — «Что там, за поворотом?» — радиоспектакль в двух частях по одноимённой повести. Режиссёр Виталий Фридман.
- 1986 — «Давно, когда была юность» — радиоспектакль по мотивам повести. Инсценировка Игоря Минутко, режиссёр Нина Бирюлина.